# Liste der Bischöfe von Coria
Die folgenden Personen waren Bischöfe von Coria (Spanien):
- Jacinto (erwähnt um 589)
- Elías (erwähnt um 610)
- Bonifatius I. (erwähnt um 633, 638)
- Johannes (erwähnt um 646, 653)
- Donatus (erwähnt um 666)
- Atala (erwähnt um 681, 688)
- Bonifatius II. (erwähnt um 693)
- Jakob (erwähnt um 876, 899)
- Diego I. (900–902)

- Iñigo Navarro (1142–1152)
- Suero I. (1157–1168)
- Pedro I. (1169–1177)
- Arnaldo I. (1181–1197)
- Arnaldo II. (1199–1211)
- Giraldo (1212–1227)
- Pedro II. (1227–1232)
- Sancho (1232–1252)
- Pedro III. (1253–1260)
- Fernando I. (1261–1271)
- Gonzalo (1272–1277)
- Suero II. (1277–1280)
- Simón (1281–1282)
- Alonso I. (1283–1316)
- Pedro Méndez Sotomayor y Meiras (1317–1324)
- Alonso II. (1325–1335)
- Johannes I. (1335–1343)
- Alfons (1344–1348)
- Pedro (1348–1354)
- Pedro de Peñaranda (1354–1360)
- Rodrigo (1360–1365?)
- Diego II. (1365–1368?)
- Gil (1368–1371)
- Guillermo (1371–1379)
- Fernando II. (1379–1380?)
- Alonso Maimón (1381?–1389)
- Johannes II. (1399–1400)
- Esteban de Crivelo (1400–1401)
- Alonso (1401–1403) (Elekt)
- García de Castronuño (1403–1420?)
- Martín (1420–1436)
- Alfonso de Villegas (1436–1437)
- Pedro López de Miranda (1438–1443)
- Juan Carvajal (1443)
- Alonso Enríquez de Mendoza (1444–1455)
- Fernando López de la Orden (1455–1457)
- Iñigo Manrique de Lara (1457–1475) (Haus Manrique de Lara)
- Francisco de Toledo (1475–1479)
- Juan de Ortega (1479–1485)
- Diego de Fonseca (1486)
- Vasco Ramírez (1487–1488)
- Pedro Ximénez de Préxamo (1489–1495)
- Cesare Borgia (1495–1499)
- Juan López (1499–1501)
- Francisco de Busleyden (1501)
- Juan Ortega Bravo de la Laguna (1503–1517)
- Guillermo de Croy (1517)
- Bernardo Dovizi da Bibbiena (1517–1518)
- Carlos Lalaing (1520–1524)
- Pedro de Montemolín (1527)
- Íñigo López de Mendoza y Zúñiga (1528–1529) (auch Bischof von Burgos)
- Guillermo Valdenese (1529–1530)
- Francisco de los Ángeles Quiñones, O.F.M. (1530–1532)
- Francisco Mendoza Bobadilla (1533–1550) (auch Erzbischof von Burgos)
- Diego Enríquez de Almansa (1550–1565)
- Diego Deza Tello (1566–1577) (auch Bischof von Jaén)
- Pedro Serrano Téllez (1577–1578)
- Pedro García Galarza (1579–1604)
- Pedro Carvajal Girón de Loaysa (1604–1621)
- Jerónimo Ruiz Camargo (1622–1632) (auch Bischof von Córdoba)
- Juan Roco Campofrío, O.S.B. (1632–1635)
- Antonio González Acevedo (1637–1642)
- Juan Queipo de Llano y Valdés (1643–1643)
- Pedro de Urbina y Montoya, O.F.M. (1644–1649) (auch Erzbischof von Valencia)
- Francisco de Zapata y Mendoza (1649–1654)
- Antonio Sarmiento de Luna y Enríquez (1655–1657)
- Diego López de Vega (1658–1659)
- Francisco de Gamboa (1659–1663)
- Gabriel Vázquez Saavedra y Rojas (1663–1664)
- Frutos Bernardo Patón de Ayala (1664–1669)
- Antonio Fernández de Campo y Angulo (1669–1671)
- Gonzalo Bravo de Grájera (1671–1672)
- Baltasar de los Reyes (1673)
- Bernardino León de la Rocha (1673–1675)
- Francisco Sarmiento de Luna Enríquez (1675–1683)
- Juan Porras y Atienza (1684–1704)
- Miguel Pérez Lara (1705–1710)
- Luis Salcedo Azcona (1713–1716) (auch Erzbischof von Santiago de Compostela)
- Sancho Antonio Belunza Corcuera (1716–1731)
- Miguel Vicente Cebrián Agustín (1732–1742) (auch Bischof von Córdoba)
- José Francisco Magdaleno (1742–1750)
- José Cepeda (1750)
- Juan José García Alvaro (1750–1784)
- Diego Martín Rodríguez, O.F.M. (1785–1789)
- Juan Alvarez Castro (1790–1809)
- Blas Jacobo Beltrán (1815–1821)
- Joaquín López Sicilia (1824–1829) (auch Erzbischof von Burgos)
- Ramón Montero (1830–1847) (auch Erzbischof von Burgos)
- Manuel Anselmo Nafría (1847–1851)
- Antonio María Sánchez Cid y Carrascal (1852–1858)
- Juan Nepomuceno Garcia Gómez (1858–1864)
- Esteban Pérez Fernández (1865–1868) (auch Bischof von Málaga)
- Marcelo Spínola y Maestre (1884–1886) (auch Bischof von Málaga)
- Luis Felipe Ortiz y Gutiérrez (1886–1893) (auch Bischof von Zamora)
- Ramón Peris Mencheta (1894–1920)
- Pedro Segura y Sáenz (1920–1926) (auch Erzbischof von Burgos)
- Dionisio Moreno y Barrio (1927–1934)
- Francisco Barbado y Viejo, O.P. (1935–1942) (auch Bischof von Salamanca)
- Francisco Cavero y Tormo (1944–1949)
- Manuel Llopis Ivorra (1950–1977)
- Jesús Domínguez Gómez (1977–1990)
- Ciriaco Benavente Mateos (1992–2006)
- Francisco Cerro Chaves (2007–2019) (dann Erzbischof von Toledo)
- Jesús Pulido Arriero (seit 2021)